# Flugpioniere Bohlen

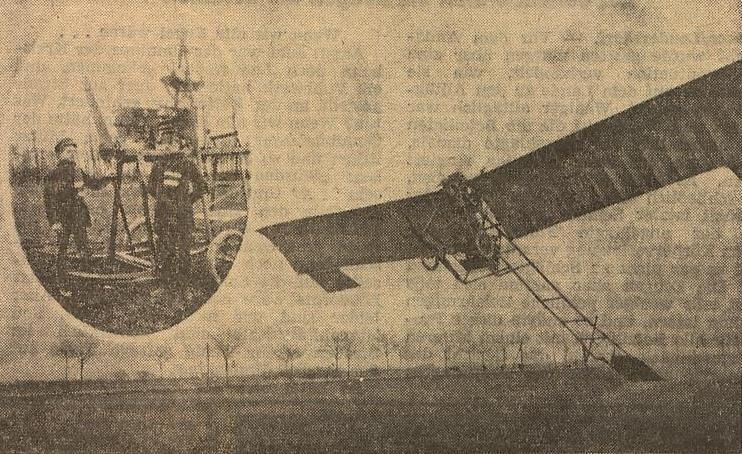
Flugversuch der Gebr. Bohlen

Flugpioniere Bohlen nannte man die Gebrüder Paul, Otto, Heinz und Willi Bohlen aus Oberzier, die in den Jahren 1912 bis 1914 die ersten Flugzeuge nach Lilienthal und Wright im weiten Umkreis bauten. Sie erprobten sie im Köttenicher Feld und auf der Stockheimer Heide. 
Das erste Fluggerät, das die Brüder bauten, war ein Fahrrad mit Flügeln. Eine mit kräftigem Treten in die Pedale in schnelle Drehung versetzte Luftschraube sollte die Maschine fliegen lassen. Das misslang aber, denn das Gerät fuhr nur geradeaus. 
Für den nächsten Versuch bot den Gebrüdern die in Düsseldorf ansässige Maschinenfabrik „Hiels“  einen Flugzeugmotor zum Kauf an. Es kostete sie nicht nur ihre letzten Spargroschen, sondern auch die Unterstützung von flugbegeisterten Freunden war notwendig, um den Motor erwerben zu können. Von der Leistung her hätte das 80 PS (59 kW) starke Aggregat zum Abheben reichen müssen. Aber nun erwies sich die Konstruktion der Tragflächen als unzureichend.
Einer der Brüder, Otto Bohlen, reiste ins Ausland, verdingte sich zunächst in Cambrai in  Nordfrankreich bei dem Flugpionier Louis Blériot, dem ersten fliegenden Überquerer des Ärmelkanals. Später in England arbeitete er bei verschiedenen Fliegern als Handlanger und Mechaniker und schaute sich gründlich um. Als er 1913 nach Düren zurückkehrte, wusste er schon bedeutend mehr über die Fliegerei.
Die Flugmaschine erhielt nunmehr neu konstruierte, mit glattem, gummiertem Stoff bespannte Tragflächen. Bei ersten Rollversuchen erzielten die Brüder bereits beachtliche Geschwindigkeiten, aber noch reichte es nicht, den Boden zu verlassen. Erst nach vielen Versuchen hob die Flugmaschine, mittlerweile auf den Namen „Bohlen I“ getauft, im Sommer 1913 ab, unweit vom Breuer’s Häuschen in Gürzenich. Von Otto Bohlen gesteuert erreichte sie immerhin eine Flughöhe von einigen Metern.
Kurz danach entstanden die zu Hunderten in Düren verkaufte Ansichtskarten, von denen jedoch nur ganz wenige Exemplare erhalten geblieben sind. Als der strenge Winter 1913/14 die Gebrüder Bohlen ans Haus fesselte, nutzten sie die Zeit, eine neue Flugmaschine zu bauen. Die „Bohlen II“ war zu einer leistungsfähigen Maschine gereift und wurde im Sommer 1914 zur Dürener Sensation des Jahres.
Das Köttenicher Feld bei Aldenhoven, auf dem die Gebrüder zuletzt ihre Flugexperimente unternahmen, reichte nicht mehr als Flugplatz aus, während sich die Stockheimer Heide als gerade noch genügend groß für eine Reihe von Flugtagen erwies. Am Samstag, dem 1. August 1914, einem dieser Flugtage, wartete man schließlich noch auf zwei Fliegerkameraden aus Bonn. Doch während die Loupsche Kapelle aus Merken bereits flotte Märsche zur Einstimmung des Publikums anstimmte, platzte ein zu Pferd über die Drover Heide kommender Stockheimer Polizist in die Veranstaltung, mit der Nachricht, dass jener Krieg ausgebrochen sei, der als der Erste Weltkrieg in die Geschichte eingehen sollte. Der Bote übergab dem ältesten der Brüder Bohlen, Paul, die Einberufung zur Fliegerschule Freiburg. Am nächsten Tag meldet sich auch Otto, der Zweitälteste, als Freiwilliger ebenfalls nach Freiburg. Im weiteren Verlauf des Krieges wurden auch die beiden verbleibenden Brüder, Heinz und Willi, zu den Kampffliegern eingezogen. Alle vier überstanden diesen Krieg, Otto wurde sogar der Tapferkeitsorden „Pour le Mérite“ verliehen. Und als 1926 wieder die ersten Flugversuche begannen, waren die Bohlen-Brüder erneut dabei. Auch den Zweiten Weltkrieg überlebten sie. 
Paul Bohlen lebte in den 1950er Jahren als Ehrenmitglied des Kurhessischen Vereins für Luftfahrt 1909 e. V. in Marburg. Im Oktober 1953 wurde auf Marburgs Marktplatz ein Schulgleiter des Typs „SG 38“ auf dem Namen „Paul Bohlen“ getauft. Otto betätigte sich zu dieser Zeit als Seifenfabrikant in Frankfurt am Main. Während Heinz in Linnich wohnte, verbrachte der jüngste der Brüder, Willi, zuletzt 1954 seine Zeit in Düren-Rölsdorf.